# USS LST-590
O USS LST-590 foi um navio de guerra norte-americano da classe LST que operou durante a Segunda Guerra Mundial.